# بوکن
بوکن (به آلمانی: Bücken) یک منطقهٔ مسکونی در آلمان است که در نینبورگ واقع شده‌است. بوکن ۲٬۲۴۱ نفر جمعیت دارد.